# Bülowstraße (Metro de Berlín)

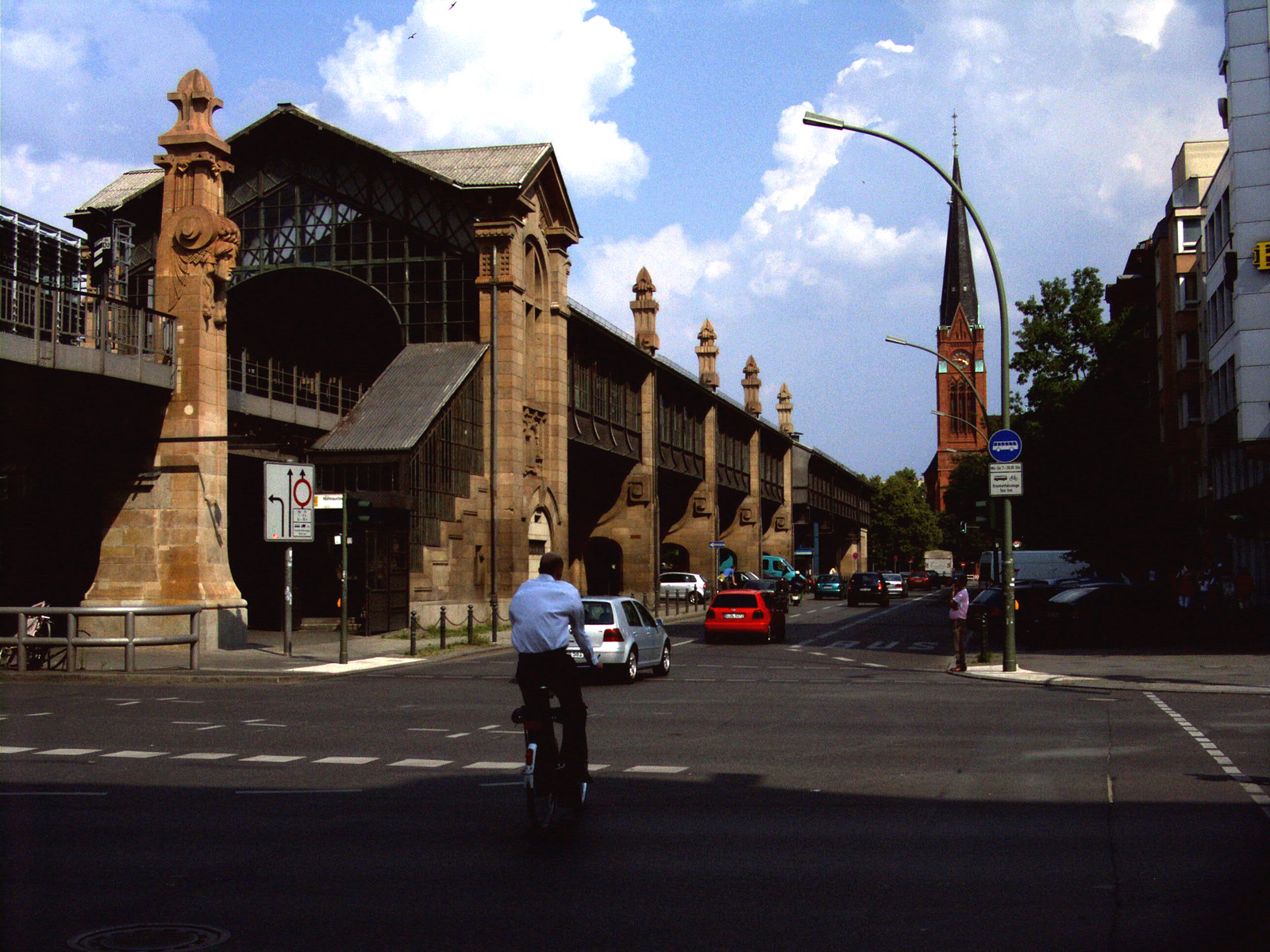
La estación Bülowstraße

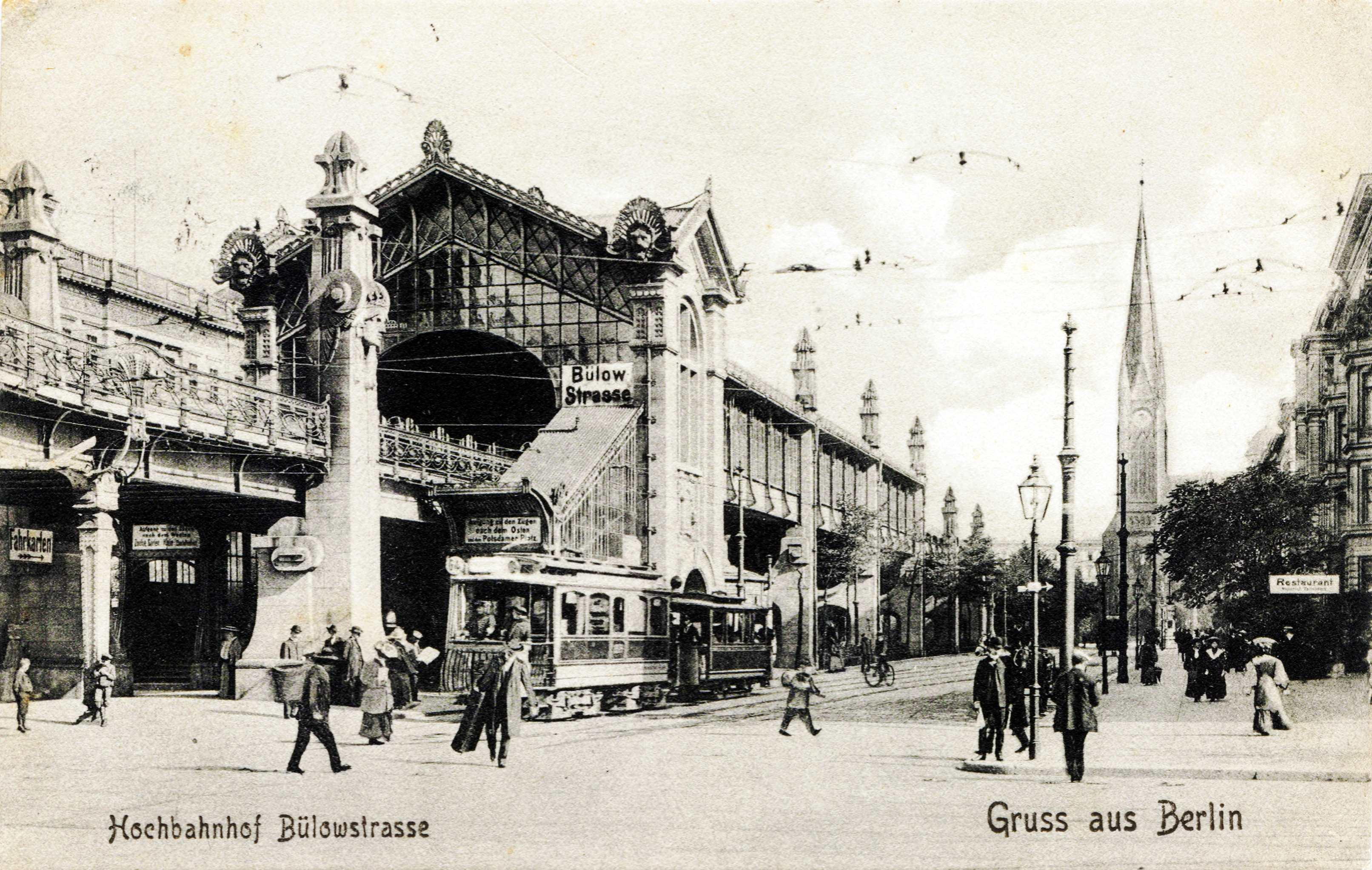
Bülowstraße, c. 1902.

Bülowstraße es una estación de la línea U2 del Metro de Berlín, del distrito de Tempelhof-Schöneberg. Se inauguró en 1902, en la rama occidental del trazo original del metro Stammstrecke. Como la calle epónima, la estación recibió su nombre en honor al general prusiano Friedrich Wilhelm Freiherr von Bülow.
El arquitecto Bruno Möhring la diseñó con estilo art nouveau, y su hijo Rudolf la amplió en 1929. Fuertemente averiada por los bombardeos aéreos y la batalla de Berlín, la estación se reconstruyó después de la Segunda Guerra Mundial, pero salió de servicio en 1972, debido a la interrupción de la línea U2 por la construcción del Muro de Berlín. A partir de entonces, el edificio alojó un bazar en vagones descartados del U-Bahn, hasta que en 1993 se reconectaron las partes orientales y occidentales del U2. 
La estación aparece en la película de 2011 Desconocido, con Liam Neeson.
- Datos: Q374881
- Multimedia: U-Bahnhof Bülowstraße (Berlin) / Q374881